# Ritual d'aparellament
El ritual d'aparellament és el costum d'un culte d'ajuntar dos individus de diferent sexe per arribar a reproduir-se. Aquest esdeveniment el trobem molt present en el regne animal, però també formava part de les antigues cultures de la civilització, i sovint s'ha pogut comprovar que no només es feia servir el ritual d'aparellament per reproduir-se, sinó que també servia per fer una ofrena a alguna de les seves divinitats.
Els rituals eren molt comuns en les antigues civilitzacions i religions, que oferien el seu culte a les diferents divinitats. La majoria de religions i costums giraven al voltant de la naturalesa, les estacions de l'any, l'agricultura i tot allò que tenia relació amb els elements de la terra, el cel i l'aigua. Degut a aquest fet les divinitats tenien a veure amb algun fenomen natural. A més, es relacionava a la dona amb la terra i la fertilitat i a l'home amb el cel, els negocis i els treballs on es requeria més esforç físic. Per aquest motiu, la majoria de divinitats femenines tenien relació amb la terra, com Àrtemis que era la deessa de la caça i de la lluna o Demèter deessa de l'agricultura, i les divinitats masculines tenien més relació amb el cel o els negocis com Apol·lo déu del Sol o Hefest déu de la metal·lúrgia.
En molts dels casos, aquests rituals es duien a terme a través de cerimònies en temples sagrats dels déus i deesses, i en el cas dels animals es duen a terme en la seva època de zel o de reproducció. Per exemple, els pingüins realitzen el seu ritu a partir del mes de març. Quan es van introduir les religions monoteistes en la nostra civilització, els ritus d'aparellament van quedar apartats, deixant pas a la cerimònia del matrimoni.

## Segons el lloc

### Mesopotàmia
A l'antiga Babilònia, existia una divinitat anomenada Ixtar, que era la deessa de l'amor i la guerra, així com de la fertilitat i la vida. Aquesta deessa era el símbol del que s'anomena «prostitució sagrada». La «prostitució sagrada» consistia en el fet que les dones havien d'anar al temple d'Ixtar i esperar que algun home pagués per mantenir relacions sexuals amb elles. Un cop s'havia copulat es podia tornar a la vida normal, però les dones que havien exercit aquesta pràctica comptaven amb la protecció de la deessa.

### Grècia antiga
La divinitat responsable dels rituals de fertilitat a l'època grega, era la deessa Afrodita. El seu temple era el lloc per mantenir relacions sexuals entre homes i les sacerdotesses d'Afrodita. Es creia que aquestes relacions servien de culte i d'adoració per la divinitat. Aquesta pràctica prové de la religió mesopotàmica a la deessa Ixtar, i que amb el pas del temps es va anar estenent a altres religions i regions mediterrànies. Aquest culte el trobem igual representat en la cultura romana, ja que tenien la mateixa divinitat on l'única diferència era en el nom. El nom romà d'Afrodita era Venus.

### Tribu africana
La tribu Bororo es localitza en territoris africans de l'Àfrica Occidental. Aquesta tribu realitza el seu ritual d'aparellament al final de l'estació de les pluges que s'anomena guérewol. És com un concurs de bellesa on les noies i nois d'edat fèrtil, s'exhibeixen davant el sexe oposat amb danses durant aquesta cerimònia. Les noies escullen el futur marit segons els gestos que realitzen amb les cares (obren els ulls i fan una gran rialla), per això és tan important el maquillatge facial.

## Actualment
En la cultura occidental predomina la religió catòlica (branca de la religió cristiana). Quan aquesta religió va començar a establir-se en el nostre territori va canviar les costums tradicionals que giraven al voltant dels mites i dels elements de la naturalesa. Es va imposar la seva llei i la seva fe de creure només en un únic Déu omnipotent.
En les seves lleis, desapareixien els ritus anteriors, i donaven pas als que ells dictaven. Per suplantar el ritu d'aparellament, es van inventar el matrimoni. Segons la religió catòlica el matrimoni és sagrat i es dona entre dues persones de diferent sexe, que volen compartir les seves vides i reproduir-se.
Només els homes i dones que estaven casats podien tenir relacions sexuals per aparellar-se i així, poder tenir descendència.
En la tradició dels gitanos existeix un ritu previ al casament per comprovar que la noia que s'està a punt de casar és verge i pura per poder entregar-la al seu futur marit. És la part més important de cerimònia matrimonial i es basa en la comprovació que la dona és verge. Aquest ritu s'anomena "la prova del mocador", i es realitza davant les mares dels nuvis, just abans de celebrar la cerimònia. La prova la fa una gitana especialista que s'anomena ajuntadora que introdueix un mocador blanc a la vulva de la noia. Si el mocador surt tacat de sang, significa que la noia és verge. Per demostrar que és verge s'ensenya el mocador tacat a tothom amb gran orgull, ja que la seva filla està ben educada i ha mantingut la seva virginitat. Un cop demostrat que la noia és verge ja es pot celebrar el casament.

## Regne animal
En biologia, s'anomena ritual de festeig o seguici nupcial al comportament animal quan el mascle busca aparellament amb la femella i, al seu torn, la femella rep plaer. En molts casos, hi ha una disputa entre els mascles que tenen en la mira a la mateixa femella.
Moltes espècies animals tenen durant el període d'acoblament una sèrie de comportaments més o menys ritualitzats. Sovint impliquen l'exhibició de característiques físiques, la producció de sons especials o regals a oferir al candidat. Aquest tipus de comportaments s'observen de forma més desenvolupada en les aus.
El seguici sexual augmenta la disponibilitat a l'aparellament en augmentar la motivació sexual dels individus. Paral·lelament disminueix l'agressivitat intraespecífica entre els membres de la parella, i també entre tots els individus per a aquelles espècies que es reuneixen en ramat durant aquest període sent fortament territorials o solitaris la resta de l'any.
El seguici sexual consisteix generalment en una barreja ritualitzada d'accions inicialment relacionades amb l'aparellament, l'atac, la fugida i amb altres accions relacionades amb l'alimentació, la criança, etc.

En el món dels animals s'ha observat com les femelles solen ser més selectives que els mascles a l'hora d'escollir el seu company sexual. El festeig permet als animals que s'avaluïn abans d'aparellar-se. Per realitzar aquest ritual els animals es comuniquen a través de senyals auditius, visuals i químics que atrauen al sexe contrari. Dins el regne animal hi ha algunes espècies que tenen els seus propis rituals per reproduir-se:

### Els cavalls de mar
Entrellacen les seves cues i amb un ball a l'aigua, desplaçant-se amunt i avall fins que el mascle fecunda la femella i llavors ella li passa els ous al mascle i és aquest el que viu l'embaràs de la seva espècie.

### Abelles
També són una de les espècies que fan un ritual per reproduir-se. Tot el món del rusc de les abelles, gira al voltant de la seva abella reina, ja que és l'única femella que es pot reproduir dins el rusc. Aquesta reproducció es duu a terme fora del rusc en un lloc especial, on es troben altres abelles reines. L'abella reina no s'aparella només amb un mascle, sinó que ho fa amb múltiples abelles de sexe masculí. Les abelles mascles moren després de copular perquè el penis queda enganxat dins de la femella (que és l'abella reina). Un cop s'ha realitzat la còpula, l'abella reina emmagatzema el semen dels mascles a l'interior del seu cos i el manté allà durant anys. Per això, la dependència de la resta d'abelles cap a l'abella reina és tan gran, perquè sense ella no es reproduirien i s'extingirien.

### Els lleons
Són uns animals que no tenen una època de l'any determinada per aparellar-se, ja que les femelles tenen diversos zels a l'any independentment de la temporada en què ens trobem. Els lleons i les lleones es poden aparellar amb diverses parelles durant l'època de zel, copulant entre vint i quaranta vegades al dia. Sovint molts lleons deixen de menjar en aquesta època, ja que centren les seves forces i interessos a copular.

### Pingüins
També són una espècie que segueixen uns rituals per arribar a aparellar-se. Per aparellar-se els pingüins recorren molts quilòmetres, fins que arriben al lloc on hauran de criar, allà hi ha multitud de pingüins. Un cop han arribat allà, comença el ritual, primer de tot han de buscar una parella (la majoria de pingüins tenen la mateixa parella per sempre), per trobar-la fan una exhibició, mouen les ales, criden, bramen, etc. Fins que una femella els escull. Llavors s'aparellen i la femella posa un o dos ous, que li passarà el mascle, que serà l'encarregat de cuidar els ous mentre la femella se'n va a buscar menjar. Quan les cries surten de l'ou, és la femella qui s'encarrega d'aquestes i les alimenta, mentre el mascle surt en busca de més aliment.

Mantis religiosa

### Mantis religiosa
El ritual d'aparellament d'aquesta succeeix a finals d'estiu, quan la femella segrega feromones que atrauen al mascle, és l'únic moment en què les femelles i els mascles es reuneixen. Durant aquest ritual la femella es torna agressiva devorant el mascle. La femella de la mantis religiosa es menja el mascle per augmentar la capacitat de fecundació d'aquest, al menjar-li el cap el mascle experimenta una major libido sexual.
En el moment d'emparellar-se el mascle s'aproxima a la femella amb molta precaució. Quan està molt a prop salta damunt l'esquena i intenta copular amb ella. A vegades, la femella ni s'immuta. És en aquest moment quan la femella devora el mascle, començant pel cap. Podem dir, que el mascle està fisiològicament adaptat a aquesta possibilitat, provocant així l'augment d'intensitat dels moviments de la còpula, ja que els centres nerviosos que controlen la cúpula no es troben en el cap, per tant, els nervis que controlen els moviments reproductius es mantenen actius durant el temps que dura l'acte sexual.

### Porc espí
També tenen el seu propi ritual. Les femelles d'aquesta espècie només estan interessades a reproduir-se entre 8 i 12 hores a l'any. El procés que segueix el mascle durant aquest curt període consisteix a aixecar-se sobre les seves potes posteriors, desplaçant-se cap a la femella, mentre orina sobre aquesta.
Si la femella no queda impressionada, cridarà i s'espolsarà l'orina. Però, si pel contrari està disposada a mantenir relacions amb el mascle, s'aixecarà sobre les seves potes posteriors per exposar el seu ventre i deixarà que el mascle la munti. Un cop ha començat l'aparellament, la femella és insaciable, és a dir, forçarà al mascle a aparellar-se tants cops com ella vulgui, fins que el mascle quedi exhaust.